# Pedro Guerra
Pedro Fernando dos Santos Alves Guerra (Moçâmedes, 3 de março de 1966 - Lisboa, 15 de novembro de 2024) foi um comentador desportivo e comunicador português.
Ganhou notoriedade como comentador televisivo afeto ao Benfica, no qual foi diretor de conteúdos da BTV, com passagem por programas de debate em canais como TVI e CMTV.
Acérrimo defensor do Benfica, e sempre polémico, foi ele quem denunciou o caso do camião de pneus desviado por Luís Filipe Vieira, quando era apenas empresário em Alverca.
Chegou a ir a tribunal em 2003 após uma queixa por difamação feita por Pinto da Costa e Luís Gonçalves devido a questões sobre arbitragens. Dizia-se perseguido pelos dirigentes do FC Porto.

## Biografia
Nasceu a 3 de Março de 1966, em Moçâmedes, Angola.
Frequentou o curso de Direito que não chegou a concluir, e na sua juventude jogou futebol do Sport Futebol Damaiense e futsal na Associação Desportiva de Afornel. 
Começou a trabalhar n’O Jornal enquanto arquivista. Foi depois convidado para O Independente, sob a direção de Paulo Portas, a quem assessorou depois no Ministério da Defesa, onde passou a ser jornalista na área do desporto, destacando-se no acompanhamento de temas de Justiça e em trabalhos de investigação.
Foi Pedro Guerra quem contou a história de que Luís Filipe Vieira, em 1984, esteve envolvido no roubo de um camião que lhe valeu uma pena de prisão de 20 meses (que veio a ser amnistiada) nos anos 90. Esse episódio surge no livro Alma Benfiquista, em que elogia o ex-presidente do Benfica: "Fiquei rendido àquele homem que, anos mais tarde, salvou o meu clube da falência. Percebi que acabara de conhecer um homem honrado, pragmático e muito determinado. Luís Filipe Vieira deu uma lição de fair play."
Foi diretor de conteúdos da Benfica TV no início de 2015, numa altura em que ainda era assessor parlamentar de Paulo Portas do CDS-PP, funções que desempenhava desde 2009, foi comentador de desportivo afeto ao Benfica, na CMTV no programa Mercado e na TVI24 no programa desportivo Prolongamento entre 2015-2020 e na BTV desde 2015.

Pedro Guerra viu-se envolvido no afamado caso dos emails, em que Francisco J. Marques (diretor de comunicação do FC Porto) revelou um alegado esquema de corrupção a árbitros da I Liga pelo Benfica. De acordo com o  Jornal Público, o antigo comentador admitiu uma troca de emails com Adão Mendes, árbitro na altura dos factos, mas disse não se lembrar do conteúdo.

## Morte
Pedro Guerra, morreu, na sexta-feira, 15 de novembro, aos 58 anos, após lutar vários meses contra um cancro.

## Televisão
| Ano         | Nome do programa | Função     | Canal |
| 2014 – 2015 | Mercado          | Comentador | CMTV  |
| 2015 – 2020 | Prolongamento    | Comentador | TVI24 |

Na sua fase de comentador desportivo na TVI ficaram célebres as suas valentes pegas com comentadores de clubes rivais, como Eduardo Barroso e José de Pina pelo Sporting ou Manuel Serrão (do FC Porto).